# Liste der Naturdenkmale in Raschau-Markersbach
Die Liste der Naturdenkmale in Raschau-Markersbach nennt die Naturdenkmale in Raschau-Markersbach im sächsischen Erzgebirgskreis.

## Liste
Link zu einem Kartenansichtstool, um Koordinaten zu setzen.
| Bild                          | Bezeichnung                      | Lage                                           | Beschreibung                                       | Datum | Nummer     |
| ----------------------------- | -------------------------------- | ---------------------------------------------- | -------------------------------------------------- | --- | ---------- |
| BW                            | Almhofwiesen (Bergwiesen)        | Raschau (50° 30′ 43,5″ N, 12° 50′ 53,3″ O)     | Fläche: ca. 38064 m²                               | Verordnung des Landkreises Aue-Schwarzenberg vom 01.07.1997                                                 | 364.23-207 |
| BW                            | Grünstädler Wiesen               | Raschau (50° 31′ 22,5″ N, 12° 49′ 16,2″ O)     | Fläche: ca. 39438 m² auch in Schwarzenberg/Erzgeb. | Verordnung des Landkreises Aue-Schwarzenberg vom 19.11.1999                                                 | 364.23-232 |
| mehr Fotos \| Fotos hochladen | Kalksteinbruch Langenberg        | Markersbach (50° 32′ 22,6″ N, 12° 49′ 47,6″ O) | Fläche: ca. 20097 m²                               | Verordnung des Landratsamtes des Landkreises Aue-Schwarzenberg als untere Naturschutzbehörde vom 19.06.1995 | 364.23-209 |
| BW                            | Scherfig-Raum                    | Raschau (50° 30′ 33,6″ N, 12° 51′ 3,1″ O)      | Fläche: ca. 48108 m²                               | Verordnung des Landkreises Aue-Schwarzenberg vom 07.09.2001                                                 | 364.23-210 |
| BW                            | Wiese in Raschau (Bockwaldwiese) | Raschau (50° 30′ 49,6″ N, 12° 50′ 37,1″ O)     | Fläche: ca. 1350 m²                                | Beschluss des Rates des Kreises Schwarzenberg Nr. 52/74 vom 10.10.1974                                      | 364.23-208 |

## Definition
1. ↑  

„Naturdenkmäler sind rechtsverbindlich festgesetzte Einzelschöpfungen der Natur oder entsprechende Flächen bis zu fünf Hektar, deren besonderer Schutz erforderlich ist
  1. aus wissenschaftlichen, naturgeschichtlichen oder landeskundlichen Gründen oder
  2. wegen ihrer Seltenheit, Eigenart oder Schönheit.“

– Gesetz über Naturschutz und Landschaftspflege (BNatSchG), § 28 Naturdenkmäler

„§ 18 – Naturdenkmäler – (zu § 28 BNatSchG)
(1) Die Erklärung nach § 22 Abs. 1 BNatSchG von Teilen von Natur und Landschaft als Naturdenkmal erfolgt durch Rechtsverordnung oder Einzelanordnung.
(2) Über § 28 Abs. 1 BNatSchG hinaus können Naturdenkmäler zur Sicherung von Lebensgemeinschaften oder Lebensstätten von im Bestand gefährdeten oder streng geschützten Arten festgesetzt werden.“

– Sächsisches Naturschutzgesetz

- Karte mit allen Koordinaten:
- OSM |
- WikiMap